# 科穆纳尔农村居民点
科穆纳尔农村居民点（俄语：Коммунаровское сельское поселение）是俄罗斯联邦伏尔加格勒州列宁斯克区所属的一个农村居民点。其下辖有3个居民点，行政中心为科穆纳尔。据2016年统计，该农村居民点的人口为1017人。